# 寽
寽，通锊，商周时期的重量单位。
汉代之后，典籍中多与“爰”字混淆。清代以来，尤其是近代之后，随着相关文物的考古发现，两者才被彻底区分开来。

## 历史
“寽”作为重量单位，至少可追溯到商代晚期，西周时期的青铜铭文中也屡有发现，直到战国晚期仍然通行于三晋两周地区。在汉代以后的典籍中多与“爰”字混淆。清朝时期，语言学家戴震开始意识到两者的区别。近代以后，郭沫若进一步确认两者为汉代误读混淆。

## 备注
1. ↑  “寽”为多音字，作重量单位时读音为lüè/ㄌㄩㄝˋ